# أحمد الشريف السنوسي
أحمد الشريف السنوسي (1290- 1351 هـ / 1873- 1933 م) مجاهد وزعيم وطني ليبي، من الأسرة السنوسية. قاد الجهاد في شرق ليبيا ضد الغزو الإيطالي للبلاد في بدايات القرن العشرين. وهو أحد زعماء الجهاد في ليبيا أيام الحرب الإيطالية، وزعيم المجاهدين في برقة، جاهد وقاد وشارك في معارك الجهاد ضد الغزاة الفرنسيين والإنجليز والإيطاليين في تشاد والسودان ومصر وليبيا، وساهم في نشر الدعوة الإسلامية وتعاليم الدين الإسلامي في أرجاء من أفريقيا، وهو صاحب كتاب «الدر الفريد الوهاج بالرحلة المنيرة من الجغبوب إلى التاج» الذي دوّن فيه الرحلات الدعوية التي رافق فيها عمه محمد المهدي السنوسي، ورحلات جدِّه السنوسي الكبير، ووالده محمَّد الشريف.

## ولادته
وُلد أحمد بن محمَّد الشريف بن محمد بن علي السنوسي في واحة الجغبوب، يوم الأربعاء 27 من شوَّال 1290هـ الموافق 18 ديسمبر 1873م.

## زعامة الحركة السنوسية
تزعّم الحركة السنوسية في عام 1902م، خلفاً لعمه محمد المهدي السنوسي والد الملك محمد إدريس السنوسي الذي كان قد بلغ الثالثة عشرة من عمره آنذاك.
استمر في قيادة الحركة السنوسيّة من 1902 م إلى 1916 م، حيث تنازل عنها في ذلك العام لابن عمّه محمد إدريس السنوسي وقبل حوالي عامين من مغادرته لليبيا مرغماً على ظهر غواصة ألمانيّة بعثتها له تركيا في أغسطس 1918 م لتنقله من البريقة بليبيا ليصل لاحقا إلى النمسا ثمّ إلى الآستانة بتركيا.

## جهاده ضد الغزو الإيطالي
ومع بداية الغزو الإيطالي للشواطئ الليبية عام 1911م، كان قد أعاد تنظيم الحركة السنوسية من خلال الزوايا التي انتشرت في بلدان كثيرة، كما سعى جاهداً إلى مد جسور التعاون والتناصح مع الحركات الإسلامية الأخرى وتدعيم وشائج الأخوة الإسلامية بينها، كما ارتبط أشد الارتباط بالخلافة الإسلامية التي كانت تمثلها الدولة العثمانية في تركيا، وما إن وطأت البلاد أقدام جنود المستعمر الإيطالي حتى كان السنوسي قد حوّل زوايا الحركة السنوسية إلى معسكرات لإعداد قوة عسكرية من الأهالي والأتباع، بقيادة جماعات من الضباط الأتراك، واتخذ التدابير اللازمة لتزويد تلك القوات بالأسلحة والعتاد بشتى الطرق.
وعندما تناهى لأسماع السنوسي اعتزام تركيا إبرام الصلح مع إيطاليا، شكّل وفداً من زعماء السنوسية وأهالي البلاد وبعثه إلى مدينة درنة لمقابلة «أنور بك» الوالي العثماني، وسلّمه رسالة خطية جاء فيها: «نحن والصلح على طرفي نقيض، ولا نقبل صلحاً بوجه من الوجوه، إذا كان ثمن هذا الصلح تسليم البلاد إلى العدو». ونتيجة ذلك، وصل عزيز المصري مبعوث الوالي العثماني - بصفته ممثلاً للدولة العثمانية في ليبيا ومديراً للعمليات العسكرية فيها - إليالجغبوب «مركز قيادة السنوسية» وأبلغ أحمد السنوسي «أن الخليفة قد منح البلاد الاستقلال وحق الدفاع عن نفسها وتقرير مصيرها»، ولكن مع تذبذب الموقف التركي من مسألة الصلح مع إيطاليا، وتوقيع الدولة العثمانية معاهدة الصلح مع إيطاليا التي تنازلت بموجبها لإيطاليا عن ليبيا، عاد أنور باشا لطرح فكرة القبول بالصلح على السنوسي فكان رده أكثر حزما، قائلا «والله لا نسلمهم من أرضنا طراحة حصان». وبعد توقيع الدولة العثمانية «معاهدة لوزان» مع إيطاليا والتي سلمت فيها تركيا ليبيا إلى إيطاليا، بادر السنوسي بإعلان الحكومة السنوسية لسد الفراغ المترتب على انسحاب القوات التركية من البلاد، وكان شعار تلك الحكومة «الجنة تحت ظلال السيوف». ثم أعلن الجهاد في منشور عممه على مشائخ الزوايا السنوسية والقبائل والأهالي وطلب من كل فرد من سن 14 إلى سن 65، أن يذهب إلى الميدان مزودا بمؤونته وسلاحه. ومع توالي الهزائم التركية في البلقان، أصدرت القيادة التركية أوامرها بضرورة الانسحاب النهائي من الأراضي الليبية، ومع الانسحاب الكامل للقوات التركية من البلاد، قرر السنوسي الانتقال بقواته التي بلغت حينئذ السبعة آلاف مقاتل، إلى منطقة امساعد على الحدود الشرقية مع مصر، مما فرض ظروفا وأوضاعا جديدة على المنطقة وخاصة بعدما تبين أن السنوسي قد نجح في تحويل القوات السنوسية إلى جيش نظامي مدرب، ومستعد لخوض غمار حرب فدائية طويلة المدى ضد الطليان. عند اشتداد معارك الجهاد وبسط إيطاليا وجودها على أجزاء من ليبيا كلف السنوسي أخاه صفي الدين السنوسي بقيادة منطقة غرب برقة والتنسيق مع قيادات طرابلس وفزان في محاربة العدو الإيطالي، وفعلاً ترك صفي الدين إجدابيا وتحرك مع كثير من المجاهدين إلى جهة سرت واتصل هناك بالعديد من قادة الجهاد الليبي أمثال أحمد بك سيف النصر وعبد النبي بلخير ورمضان السويحلي وغيرهم.

## الحرب العالمية الأولى
بعد اندلاع الحرب العالمية الأولى، تعزز موقف السنوسي وقواته، حيث جعلت الأطراف المتحاربة تسارع لكسب وده وقواته، تركيا وألمانيا من جهة، وبريطانيا ومصر من جهة أخرى، فالأولى رغبت ان يقوم بتخفيف الضغط على إيطاليا بمهادنتها، وبفتح جبهة جديدة ضد الإنجليز في السلوم، والأخرى رغبت في مساعدته للقضاء على الطليان، العدو الرئيسي له آنذاك.
وبسبب الضغوط الشديدة التي مارستها الدولة العثمانية عليه، بالإضافة إلى الانتصارات الألمانية ـ العثمانية على قوات الحلفاء في أوروبا، وظهور الثورات الشعبية ضد الإنجليز في الهند وأفغانستان والسودان، اختار السنوسي أن يقوم بالإغارة على قوات الإنجليز في أوائل نوفمبر 1915م داخل الحدود المصرية وهزمهم في السلوم ولاحقهم حتى مدينة براني حيث اندمج بقواته مع القوات الوطنية المصرية بقيادة محمد صالح حرب في معركة وادي ماجد، ولكن القوات البريطانية تمكنت من صد الهجوم في معركة العواقير 1916م التي أُسر فيها جعفر العسكري، وهرب فيها نوري باشا وعبد الرحمن عزام، وواصل السنوسي القتال من المحور الجنوبي واحتل عددا من الواحات، وسارع للاتصال بعلي دينار، سلطان دارفور بالسودان، ومشائخ الصعيد في أسيوط والفيوم محاولا تكوين جبهة عريضة لقتال الإنجليز، وخاض السنوسي بقواته عدة معارك آخرها «معركة بئر تونس» التي اضطر فيها للتراجع والانسحاب، وذلك بسبب عدم استجابة زعماء القبائل في الفيوم والصعيد ودارفور من جهة، وفشل قوات جعفر العسكري واستسلامه من جهة أخرى، فضلا عن التباين الكبير بين القوتين، فبينما كانت قوات السنوسي تقاتل ببنادق عادية وعلى ظهور الخيل في أرض مكشوفة، استخدم الإنجليز المدفعية والطائرات، يضاف إلى ذلك صعوبة التموين بل وانقطاع موارده عن القوات السنوسية.
وهاجمت قوات الحركة السنوسيّة – عشرة آلاف مجاهد – بقيادة السنوسي القوات الاستعماريّة البريطانيّة في الصحراء الغربيّة المصريّة عند السلوم. واستمر القتال بين السنوسيين والبريطانيين إلى 1917م العام الذي انتصر فيه البريطانيون بقيادة الجنرال بيتون (Peyton) على قوات المجاهدين.
وكانت حملة السلوم، نهاية المطاف في صراع السنوسي ضد الإنجليز في ليبيا، وقد بادروا بتهديده بضرورة ترك الجغبوب فورا، تحت طائلة ضرب وتهديم ضريح قبر جده الأكبر[بحاجة لمصدر] محمد بن علي السنوسي بالطائرات واحتلال المدينة.

## مغادرة ليبيا
غادر السنوسي ليبيا إلى المنفى في أوائل أغسطس 1918م على متن غواصة ألمانية من «مرسى العقيلة» ومعه كبار معاونيه وقادته منهم محمد صالح حرب، ونوري باشا، وصالح أبوعرقوب البرعصي، وحسين الموهوب الدرسي، أما باقي الأتباع في ليبيا وعلى رأسهم عمر المختار فقد انسحبوا إلى الجبل الأخضر، ومنهم من استدعاه للحاق به مثل الشيخ المفتي والقاضي محمد عز الدين الباجقني حيث كان كاتباً للسنوسي ((بعض الروايات تقول أنه هاجر معه بنفس الوقت)), وقد كان إبعاد السنوسي انتصارا لكافة الأطراف المعادية لنضال الشعب الليبي. وصل السنوسي إلى «ميناء بولاوتريستا» ومنها إلى النمسا ثم بالقطار إلى إستانبول حيث استقبل استقبالا حافلا تدعيما لمواقفه وصموده، وقلده السلطان محمد السادس السيف «علامة السلطنة» ومُنحَه وساماً مجيدياً، وأنعم عليه برتبة الوزارة.

## نشاطه في المنفى
مباشرة بعد استقراره في المنفى أخذ السنوسي يحرض العثمانيين على إعطاء القضية الليبية الأهمية القصوى، وقد نجح بالفعل في اقناع عزت باشا، رئيس الوزراء آنذاك في أكتوبر 1918م، بأن يسمح له بالسفر خفية إلى طرابلس بعد تزويده بالمعدات والسلاح والأموال، إلا أن اتفاق هدنة الحرب العالمية الأولى حال دون إنجاح المهمة، ومع ذلك فقد انتقل السنوسي ورفاقه من إستانبول إلى بروسه، استعدادا للعودة إلى برقة، إذا ما أخفقت جهود السلام.
وحتى بعد أن اضطر لمغادرة البلاد، استمر في متابعة حركة الجهاد، والعمل على تأمين ما يستطيع من احتياجات المجاهدين، ولعل المهمة التي أوكلها إلى محمد أسد هي إحدى صور هذا الجهد، الذي كان السنوسي يبذله من المنفى لتقديم الدعم إلى المجاهدين، ولم تنقطع مراسلاته مع المجاهدين، حتى السنوات الأخيرة من الجهاد بعد استشهاد «شيخ الشهداء» عمر المختار، وعلى احتوائها على توجيهات إلى المجاهدين، خاصة الرسالة المؤرخة في 16 جمادى الآخرة 1350هـ، التي انتدب فيها السنوسي، المجاهد يوسف بورحيل المسماري لتولي القيادة بعد استشهاد عمر المختار.
أدت نتائج الحرب العالمية الأولى إلى الانقسام في تركيا بين الخليفة في الاستانة، وأنور بك في القوقاز، ومصطفى كمال اتاتورك في الأناضول، وحاول كل منهم اجتذاب السنوسي إلى جانبه باعتباره زعيما دينيا موثوقا وذو شعبية كبيرة في تركيا، ولكن السنوسي اتخذ موقف الحياد إزاء الزعماء الثلاث وإن كان يميل إلى أنور باشا في أحاديثه الخاصة، وكان الأخير قد وعده بتسهيل عودته إلى برقة بالسلاح والرجال والأموال إذا ما نجح في حسم الصراع لصالحه وكان ذلك غاية ما يتنماه السنوسي.

## المهام والمناصب
بلغت ثقة الأتراك بالسنوسي حدّاً جعل «مجلس المبعوثان» يصدر قرارا بتعيينه ملكا على العراق في أبريل 1921م، ولكن فيصل بن الحسين، بدعم الإنجليز نجح في الوصول إلى العراق قبله، ويذهب بعض الباحثين إلى أن مصطفى كمال أتاتورك قد عرض الخلافة على السنوسي ولكنه رفضها متعللا بأن أحوال العالم الإسلامي آنذاك لا تشجع على اتخاذ مثل تلك الخطوة.[بحاجة لمصدر]
شهدت سنتا 1921 و1922 تحركا سياسيا واسعا للسنوسي محاولا خلق جبهة إسلامية عريضة تضم الخديوي عباس «مصر» وعبد العزيز آل سعود «أمير نجد»، وأحمد الجابر الصباح «أمير الكويت»، والحسن الإدريسي «أمير عسير»، وحميد الدين «إمام اليمن»، هدفها تحرير العالم العربي الإسلامي من الاستعمار الإيطالي والإنجليزي والفرنسي، ثم انتقل إلى سوريا محاولاً إثارة الشعور الديني، محرضا أهلها على العمل لطرد الفرنسيين بمساعدة الأتراك غير أن الفرنسيين كشفوا تحركاته وطردوه إلى تركيا عام 1924م.
وعلى أثر الانقلاب الذي قاده مصطفى كمال أتاتورك وإلغاء الخلافة العثمانية عام 1924 م، أدرك السنوسي أن لا مكان له في دولة أتاتورك العلمانية، فانتقل إلى مكة المكرمة بعد أن سدٌت في وجهه أبواب البلاد العربية الأخرى.

## سياحته في بلاد الشام
وبعد أن انقلبت الأحوال وتغيرت الموازين وتنكر له زعماء الترك غادر السنوسي تركية بعد أن أقام فيها ست سنوات، وبعد أن ألغيت الخلافة. ووجَّه الإمام وجهه تلقاء الشام، فنزل أولا في حلب الشهباء، وأقام بها ثلاثة أيام في آخر شهر ربيع الأول سنة 1343هـ الموافق تشرين الأول 1924م، وأرسل إلى الأمير محمد سعيد الجزائري في دمشق يخبره بقدومه إليه. ولما وصل محطة الحجاز في شارع النصر بدمشق - وكان وصوله في منتصف الليل - ألفى الأمير محمد سعيد في جمع عظيم لاستقباله من زعماء الشام، وأعيان المهاجرين الطرابلسيين، والمغاربة، ونزل الإمام السنوسي في قصر الأمير عبد القادر الجزائري جد الأمير محمد سعيد الجزائري في زقاق النقيب بحي العمارة، وأقام نحو شهرين التقى فيهما بعلماء الشام وأجاز بعضهم وأجريت معه بعض المحاورات الصحفية، وزار في مدة إقامته بدمشق عدة مدن شامية، وأقام ببيروت أربعة أيام في ضيافة وجيهها توفيق الهبري، وسافر منها إلى القدس فاستقبله مفتيها الشيخ أمين الحسيني وأقام عنده خمسة أيام زار فيها المسجد الأقصى، والمسجد الإبراهيمي، ومقام النبي موسى، وكنيسة القيامة، ثم عاد إلى دمشق عن طريق الجولان بصحبة الأمير. ومنها سافر إلى الحجاز بعد أن ألحَّت عليه فرنسا في مغادرة دمشق لِما رأت من تعظيم الناس له، وكثرة ترددهم عليه حتى عاودها الفزع منه، وما كانت لتنسى فعائله بها هو وعمه المهدي، فلقد أثخناها بالجراح، وأقعداها عن التوسع، وسلبا منها كثيرا من مستعمراتها في أفريقيا. وفي آخر جُمادى الأولى سنة 1343هـ الموافق آخر أيام سنة 1924م، غادر الإمام الفيحاء وأقام في الحجاز.

## إقامته في الحجاز
كانت الحِقْبة من 1924 إلى 1933م تمثِّل جانبا مهمًّا في حياة السنوسي في المنفى حيث أقام في مكة المكرمة مستفيدا من العلاقة الخاصة التي كانت تربطه بالملك عبد العزيز آل سعود، وبدا محركا وقائدا للمقاومة والجهاد في الداخل والتي كان يقودها في المنطقة الشرقية للبلاد عمر المختار ويعاونه قجة بن عبد الله السوداني، والفضيل بوعمر، ويوسف بورحيل المسماري، وحسين الجويفي، وعبد الله بوسلوم، وعبد الحميد العبار، وقد تبقى من العائلة السنوسية بعد رحيل إدريس السنوسي عام 1923 م إلى مصر كل من محمد الصديق ومحمد الرضا والحسن الرضا.
ومن الروايات التي نقلها شكيب أرسلان في كتابه «حاضر العالم الإسلامي» عن عبد العزيز جاويش المقرب من السنوسي أن ضابطا إيطاليّا برتبة عقيد طلب مقابلته عندما كان في مرسى تركيا سنة 1924، وهو يستعد للرحيل إلى مكة المكرمة، ولكن السنوسي رفض الحديث معه بشكل قاطع عندما علم أنه يعرض عليه فكرة عقد صلح بينه وبين الحكومة الإيطالية وكان جوابه «إننا لا نكره الصلح، ولكن على شرط الاستقلال الحقيقي لوطننا» وعندما علم أنه لم يكن مفوضا من قبل حكومته أنهى المقابلة معه على الفور، وحتى بعد أن تمكن العقيد الإيطالي من الحصول على التفويض من حكومته رسميا حاول التفاوض مع السنوسي عن طريق معاونه عبد العزيز جاويش إلا أن السنوسي كان حازما في توجيهاته لمعاونه التي ختمها بقولته الشهيرة: «إن طرابلس وبرقة ليستا ملكي لأجود بهما على الطليان، بل هما ملك أهلهما».
وفي 21 أكتوبر 1926 م نجح السنوسي في عقد معاهدة بين إمام اليمن يحي وإمام المخلاف السليماني الحسن بن علي الإدريسي وملك السعودية عبد العزيز آل سعود، أنهى بموجبها الخلافات والحروب الدائرة في المنطقة، وكان هدفه من ذلك القضاء على تلك الحروب الجانبية التي تستنفد الكثير من جهود المسلمين حتى يلتفتوا جميعا إلى العدو «الإنجليزي والإيطالي والفرنسي» الذي كان يحتل جزء كبيرا من العالم الإسلامي.
وظل السنوسي طوال فترة اقامته في مكة المكرمة متفرغا لدعم المجاهدين في الداخل، وكان يتخذ من مواسم الحج والعمرة وسيلة للاتصال بالليبيين ويستقبل الرسل الوافدة إلى مكة من قادة الجهاد، يزودهم بالتوجيهات والتعليمات وكذلك بالإمدادات كما جعل من مواسم الحج منبرا إعلاميّا يحث المسلمين منه على دعم القضية الليبية ويجمع التبرعات منهم.

## قيل عنه
قال عنه محمد أسد في كتابه «الطريق إلى الإسلام»: «ما من رجل ضحّى بنفسه تضحية كاملة مجردة، عن كل غاية في سبيل مثل أعلى، كما فعل هو. لقد وقف حياته كلها، عالما ومحاربا، على بعث المجتمع الإسلامي بعثا روحيا، وعلى نضاله في سبيل الاستقلال السياسي».
وقال عنه شكيب أرسلان في "حاضر العالم الإسلامي": "اتحاد الكلمة على نزاهة هذا الرجل، وتجرده عن المآرب الشخصية، وعزوفه عن حظوظ الدنيا، وانصراف همه كله إلى الذب عن بيضة الإسلام بدون غرض سوى مرضاة الله ورسوله، وحفظ استقلال المسلمين" "عندما قدمت إلى الآستانة في أواخر سنة 1923 م، وهي أول مرة دخلتها بعد الحرب قررت لأجل الاستجمام من عناء الأشغال وترويح النفس بعد طول النضال، أن أسكن ببلد صغير تتهيأ لي فيه العزلة وتسهل الرياضة، ويكون دانيا من وطني سورية لملاحظة شغلي الخاص، وتعهد أملاكي فيها، فاخترت مرسين، وألقيت مرساة غربتي فيها.
وكان السيد السنوسي بلغه قدومي إلى دار السعادة، فكتب لي يرغب إليَ في سرعة المجيء ويرحب بي. فلما جئت إلى مرسين، ذهبت توا لزيارته فأبى إلا أن أنزل عنده، ريثما أكون استأجرت منزلا في البلدة، وقد رأيت في هذا السيد السند بالعيان ما كنت أتخيله عنه بالسماع، وحقَ لي والله أن أنشد: (من البسيط).
- كانت محادثة الركبان تخبرنا عن جعفر بن فلاح أطيب الخبر
- حتى التقينا فلا والله ما سمعت أذني بأحسن مما قد رأى بصري

رأيت في الرجل حبرا جليلا، وسيدا غطريفا، وأستاذا كبيرا، من أنبل من وقع نظري عليهم مدة حياتي، جلالة قدر، وسراوة حال ورجاحة عقل، وسجاحة خلق، وكرم مهزة وسرعة فهم، وسداد رأي، وقوة حافظة، مع الوقار الذي لا تغض من جانبه الوداعة، والورع الشديد في غير رياء ولا سمعة.
سمعت أنه لا يرقد في الليل أكثر من ثلاث ساعات، ويقضي سائر ليله في العبادة والتلاوة، والتهجد، ورأيته مرارا تنفج بين يديه السفر الفاخرة اللائقة بالملوك فيأكل الضيوف والحاشية ويجتزئ هو بطعام واحد لا يصيب منه إلا قليلا، وهكذا هي عادته.
وله مجلس كل يوم بين صلاتي الظهر والعصر لتناول الشاي الأخضر الذي يؤثره المغاربة. فيأمر بحضور من هناك من الأضياف ورجال المعية، ويتناول كل منهم ثلاثة أقداح شايٍ ممزوجا بالعنبر. فأما هو فيتحامى شرب الشاي لعدم ملاءمته لصحته، وقد يتناول قدحا من النعناع.
ومن عادته أنه يوقد في مجالسه غالبا الطيب، وينبسط السيد إلى الحديث، وأكثر أحاديثه في قصص رجال الله وأحوالهم ورقائقهم وسير سلفه السيد محمد بن علي بن السنوسي، والسيد المهدي، وغيرهما من الأولياء والصالحين. وإذا تكلم في العلوم قال قولا سديدا، سواء في علم الظاهر والباطن.
وقد لحظت منه صبرا قلَ أن يوجد في غيره من الرجال، وعزما شديدا تلوح سيماؤه على وجهه، فبينا هو في تقواه من الأبدال إذا هو في شجاعته من الأبطال. وقد بلغني أنه كان في حرب طرابلس يشهد كثيرا من الوقائع بنفسه، ويمتطي جواده بضع عشر ساعة على التوال بدون كلال وكثيرا ما كان يغامر بنفسه ولا يقتدي بالأمراء وقوَاد الجيوش الذين يتأخرون عن ميدان الحرب مسافة كافية، أن لا تصل إليهم يد العدو فيما لو وقعت هزيمة. وفي إحدى المرار أوشك أن يقع في أيدي الطليان، وشاع أنهم أخذوه أسيرا، وقد سألته عن تلك الواقعة فحكى لي خبرها بتفاصيله، وهو أنه كان ببرقة فبلغ الطليان بواسطة الجواسيس أن السيد في قلة من المجاهدين، وغير بعيد عن جيش الطليان، فسرحوا إليه قوة عدة آلاف ومعها كهرباة خاصة لركوبه، إذ كان اعتقادهم أنه لا يفلت من أيديهم تلك المرة، فبلغه خبر زحفهم وكان يمكنه أن يخيم عن اللقاء أو أن يتحرف بنفسه إلى جهة يكون فيها بمنجاة من الخطر، أو يترك الحرب للعرب تصادمهم فلم يفعل، وقال لي: ((خفت أنني إن طلبت النجاة بنفسي أصاب المجاهدين الوهل فدارت عليهم الدائرة فثبت للطليان وهم بضعة آلاف بثلث مائة مقاتل لا غير، واستمات العرب وصدموا العدو، فلما رأى وفرة من وقع من القتلى والجرحى ارتدوا على أعقابهم، وخلصنا نحن إلى جهة وافتنا فيها جموع المجاهدين.
والسيد أحمد الشريف سريع الخاطر، سيال القلم، لا يمل الكتابة أصلا، وله عدة كتب منها كتاب كبير أطلعني عليه في تاريخ السادة السنوسية، وأخبار الأعيان من مريديهم والمتصلين بهم، ينوي طبعه ونشره فيكون أحسن كتاب لمعرفة أخبار السنوسيين."

## وفاته
توفي أحمد الشريف السنوسي في المدينة المنورة، يوم الجمعة في منتصف ذي القعدة سنة 1351هـ الموافق 10 مارس 1933م، ودُفن في مقبرة البقيع.
| المناصب السياسية         | المناصب السياسية          | المناصب السياسية        |
| ------------------------ | ------------------------- | ----------------------- |
| سبقه محمد المهدي السنوسي | زعماء ليبيا 1902م - 1933م | تبعه محمد إدريس السنوسي |